# Youenn Chap
Youenn Chapalain (ou Chap) est réalisateur vidéo et animateur de programmes télévisés. Il est également musicien, sonneur (biniou, saxophone).

## Biographie
Il commence sa formation musicale dans le bagad de la Kevrenn Kastell à Saint-Pol-de-Léon, puis rejoint le Bagad Kemper en 1998, comme batteur. Parallèlement il pratique la bombarde et plus spécialement le biniou bihan ou biniou kozh. Il participe pour la première fois au championnat de Bretagne des sonneurs à Gourin en 2000 avec son compère de l'époque, Roger Le Hir. Ils interprètent des airs du Léon.
Il fait la connaissance de Konogan an Habask au sein de l'association Bagad Kemper et participe avec lui en 2004 au championnat de bretagne des sonneurs. Ils sont classés seconds à 2 centièmes de point du couple champion. Youenn Chapalain au biniou kozh et Konogan An Habask à la bombarde, fondateur du groupe Startijenn, sonnent dès leur adolescence en fest-noz, se forgent un répertoire de Sud-Cornouaille et une réputation (vainqueurs du trophée « Yann Kaourintin Ar Gall » en 2004 et 2005, du trophée Plume de Paon, catégorie koz du festival de Cornouaille, en 2005, 2006, 2008, 2009 et 2014) et se font remarquer en concours, jusqu'aux championnats de Bretagne en couple. Konogan sort fin 2012 un album sous son nom, D'ar pevarlamm (Paker prod, Coop Breizh) accompagné de Youenn Chap' notamment.
Dès 2004, il est musicien (biniou, saxophone) dans la Kreiz Breizh Akademi, avec qui il enregistre l'album Norkst en 2006, produit par Erik Marchand et Innacor. Il anime les festoù-noz avec plusieurs formations, en duo ou trio.
Depuis septembre 2008 il travaille pour France 3 Bretagne. Après avoir présenté pendant trois saisons l'émission musicale hebdomadaire Son da zont, puis l'émission « Bali Breizh » en 2011 avec Goulwena an Henaff, Anna Quéré et Yann-Herle Gourves, il se consacre à la réalisation vidéo. Il présente des émissions spéciales comme le cyber fest-noz diffusé en direct sur Internet chaque année, le championnat national des bagadoù à Brest ou au festival interceltique de Lorient.
En 2013, il réalise avec Mikael Baudu Kemper e Manhattan, au reportage sur les groupes bretons qui se produisent pour la Saint-Patrick à New-York. En 2016, il réalise un film hommage à Erwan Ropars, assisté par Thelo Mell, Erwan, hêrezh ar bazhvalan (« un héritage vivant »), d'une durée de 52 minutes, produit par France 3 Bretagne.
Depuis la rentrée 2015, il réalise l'émission musicale en langue bretonne Arvest Kafe diffusée sur les chaînes locales. Toujours en lien avec le domaine musical, il réalise des vidéos de la scène musicale bretonne : clips de Gwennyn, Bayati de Faustine Audebert (2011), Fallaenn de Brieg Guerveno (2016), Menace d'éclaircie, EPK Voulouz Loar d'Annie Ebrel et Riccardo Del Fra (2017), captations pour le festival Interceltique, pour le centre Amzer Nevez (Yann-Fañch Kemener, Pevarlamm, Hamon Martin Quintet, Armel an Héjer...), des spectacles de bagadoù (Tan De'i du bagad Cap Caval, Melezour du bagad Kemper), les ateliers Hervieux & Glet, ar Redadeg, etc.